# Lionel Giles
Lionel Giles (29 décembre 1875 – 22 janvier 1958) est un sinologue, écrivain et philosophe britannique. Lionel Giles est conservateur adjoint au British Museum et conservateur du département des manuscrits et livres imprimés orientaux. Il est surtout connu pour ses traductions de 1910 de L'Art de la guerre de Sun Tzu et des Entretiens de Confucius.
Giles est le fils du diplomate et sinologue britannique Herbert Giles.

## Biographie
Giles est né à Sutton, le quatrième fils d'Herbert Giles et de sa première épouse Catherine Fenn. Formé en privé en Belgique (Liège), en Autriche (Feldkirch) et en Écosse (Aberdeen), Giles étudie les lettres classiques au Wadham College d'Oxford et obtient son baccalauréat en 1899,.
La traduction Giles de 1910 de The Art of War succède aux traductions de l'officier britannique Everard Ferguson Calthrop de 1905 et 1908 et réfute une grande partie du travail de Calthrop. Lionel Giles utilise la méthode de traduction de romanisation Wade-Giles, mise au point par son père Herbert. Comme beaucoup de sinologues des époques victorienne et édouardienne, il s’intéresse principalement à la littérature chinoise, abordée comme une branche des classiques. Les sinologues victoriens ont grandement contribué à la transmission textuelle des classiques. 
Continuant à produire des traductions de classiques chinois jusque tard dans sa vie, il est cité par John Minford (en) comme ayant avoué à un ami qu'il était « un taoïste dans l'âme », et je peux bien le croire, puisqu'il aimait un vie tranquille, et était libre de cette forme extrême d'érudition combative qui semble être la marque distinctive de la plupart des sinologues.

## Traductions
Lionel Giles traduit les livres de : Sun Tzu, Chuang Tzu, Lao Tzu, Mencius et Confucius.
- L'Art de la guerre (1910), initialement publié sous le titre L'art de la guerre : le plus ancien traité militaire du monde
- Entretiens de Confucius (1910), également connus sous le nom d'Analectes ou Les Paroles de Confucius[3]
- Les paroles de Lao Tseu et les enseignements taoïstes (1912), maintenant connus sous le nom de Dao de jing[4]
- Le Livre de Mencius (1942), initialement publié sous le titre Wisdom of the East[5]
- La vie de Qiu Jin et La Lamentation sur la Dame des Ch'in[3]
- Une galerie d'immortels chinois (1948), extraits du Liexian Zhuan [6]